# Миротворцы (картина)
«Миротворцы» (англ. The Peacemakers) — картина американского художника Джорджа Хили, написанная им в 1868 году.
На картине изображён момент совещания высшего командования Союза в последние дни гражданской войны, состоявшегося 27 и 28 марта 1865 года на пароходе «Королева реки» на реке Джеймс у Сити-Пойнта, возле Ричмонда, штат Виргиния. Генерал Уильям Шерман, генерал-лейтенант Улисс Грант, президент Авраам Линкольн и контр-адмирал Дэвид Портер собрались в каюте парохода за обсуждением будущей капитуляции генерала Роберта Ли и всей Конфедерации. Взгляды Гранта и Портера обращены к Шерману, Линкольн отстранённо вслушивается в слова Шермана о Ли. За президентом в окне каюты виднеется радуга как предзнаменование наступающего мира.
«Миротворцы» были написаны Хили в 1868 году по воспоминаниям Шермана, а также рекомендациям Роберта Тодда Линкольна, сына президента. Картина была исполнена в нескольких вариантах. Первый хранился в одном джентльменском клубе Чикаго, но сгорел вместе с ним во время великого пожара 1871 года. На протяжении нескольких десятков лет картина считалась потерянной, пока в 1922 году в Чикаго не был найден второй вариант, купленный затем правительством США. С 1947 года картина находится в коллекции Белого дома в Вашингтоне, округ Колумбия, и в настоящее время висит на стене Личной столовой Овального кабинета. Известно также местонахождение нескольких авторских копий.

## История

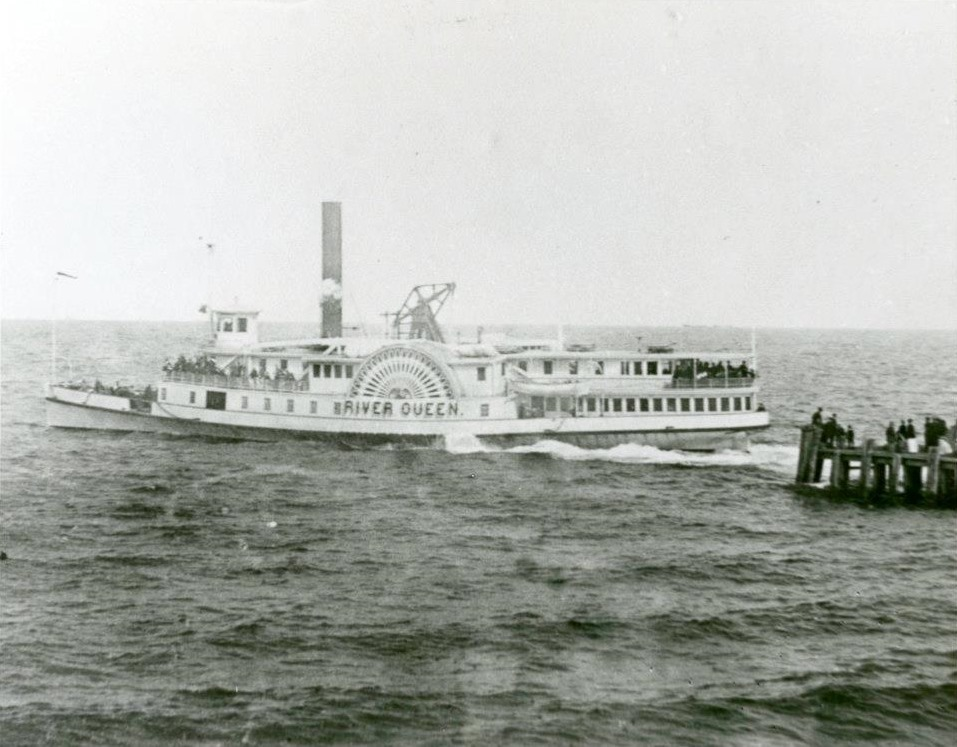
Пароход «Королева реки»

После марша по Джорджии, генерал Уильям Шерман со своей армией повернул к Каролине и 19 марта 1865 года взял Голдсборо (Северная Каролина). К тому времени армия генерал-лейтенанта Улисса Гранта уже девять месяцев держала в осаде Питерсберг, являвшийся последней преградой на пути к Ричмонду, где свои силы собрал генерал Роберт Эдвард Ли. Окончание гражданской войны, наконец, стало возможным. 20 марта Грант пригласил президента Авраама Линкольна в свою штаб-квартиру в Сити-Пойнте, на реке Джеймс возле Ричмонда: «Не можете ли вы посетить Сити-Пойнт в течение дня или двух? Я бы очень хотел с вами повидаться, и я думаю, что отдых пойдёт вам на пользу». Линкольн немедленно согласился с этим предложением, чтобы одновременно расслабиться и лично ознакомиться с ходом ведения боевых действий, узнав о том, что Шерман только что завершил свой поход к морю. 24 марта Линкольн вместе со своей женой Мэри Тодд и маленьким сыном Тэдом достиг Сити-Пойнта на пароходе «Королева реки», который встал на якорь на реке Джеймс. Шерман, согласно своим мемуарам, в тот же момент, а именно вечером 27 марта, тоже прибыл к Гранту: «После того, как я пробыл с ним час или около того, [Грант] заметил, что президент недалеко [находится на Королеве реки]… и он предложил нам собраться и встретиться с ним». Так как контр-адмирал Дэвид Портер, командующий флотом Союза на реке Джеймс, также находился в Сити-Пойнте, он присоединился к остальным — 27 марта, а затем и 28 марта они собирались на пароходе.

Линкольн кисти Хили, 1860 год

Первая встреча, по словам Шермана, оставила впечатление «хорошей, долгой, общительной беседы». В своих мемуарах он ссылаясь на мальчишеское желание Линкольна услышать детали «нашего марша», вспоминал:

Я знаю, что после того как я покинул его, я был более чем когда-либо поражённым его доброй натурой, его глубоким сочувствием к страданиям всего народа, возникшим в результате войны, и марша неприятельской армии по Югу; и тем, что его искреннее желание, казалось состояло в том, чтобы быстро прекратить войну, без кровопролитий или разрушений, и возвратить всех солдат обеих сторон по их домам. В словах его второго инаугурационного послания он казалось был «милосердием ко всем, злобой к никому» и, прежде всего, абсолютной верой в храбрость, мужественность и единство армий в бою. Когда он отдыхал или вслушивался, его ноги и руки казалось висели почти безжизненными, и лицо его было изнурённым и измождённым; но как только он начал говорить, его лицо светлело, его высокая фигура как бы раскрывалась, и он представал сущим воплощением хорошего юмора и чувства товарищества. Последние слова, которые я запомнил, заключались в том, что он будет чувствовать себя лучше, когда я вернусь в Голдсборо. Мы расстались на мостике Королевы реки, около полудня 28 марта, и я больше его не видел. Из всех людей, которых я когда-либо встречал, он, казалось, обладал наибольшим величием в сочетании с добротой, чем кто-либо другой.
Оригинальный текст (англ.)I know, when I left him, that I was more than ever impressed by his kindly nature, his deep and earnest sympathy with the afflictions of the whole people, resulting from the war, and by the march of hostile armies through the South; and that his earnest desire seemed to be to end the war speedily, without more bloodshed or devastation, and to restore all the men of both sections to their homes. In the language of his second inaugural address, he seemed to have ”charity for all, malice toward none,” and, above all, an absolute faith in the courage, manliness, and integrity of the armies in the field. When at rest or listening, his legs and arms seemed to hang almost lifeless, and his face was care-worn and haggard; but, the moment he began to talk, his face lightened up, his tall form, as it were, unfolded, and he was the very impersonation of good-humor and fellowship. The last words I recall as addressed to me were that he would feel better when I was back at Goldsboro’. We parted at the gangway of the River Queen, about noon of March 28th, and I never saw him again. Of all the men I ever met, he seemed to possess more of the elements of greatness, combined with goodness, than any other.

Во время второй встречи их разговор, хоть и распространялся на разные темы, всё же сводился к достижению мира. Письменные воспоминания о встречах оставили лишь Шерман и Портер, ввиду чего некоторые историки предполагали, что они преувеличивают стремление Линкольна к миру, по выражению Портера, «почти на любых условиях», чтобы оправдать последовавшие за этим довольно противоречивые и либеральные условия сдачи генерала Джозефа Джонстона. Так, Портер позднее писал:

Я никогда не забуду ту встречу, в которой участвовал на борту Королевы реки. От принятых там решений зависело будет ли мир или продолжится война с сопутствующими ей ужасами. Эта встреча была отображена на прекрасной картине Мр. Хили, художника, избравшего в качестве сюжета для исторической картины именно этот разговор, от которого действительно зависело продлится ли война на год дольше. Один неосторожный шаг мог бы продлить её на неопределенный срок.
Оригинальный текст (англ.)I shall never forget that council which met on board the River Queen. On the determinations adopted there depended peace, or a continuation of the war with its attendant horrors. That council has been illustrated in a fine painting by Mr. Healy, the artist, who, in casting about for the subject of an historical picture, hit upon this interview, which really was an occasion upon which depended whether or not the war would be continued a year longer. A single false step might have prolonged it indefinitely.

Великодушные намерения Линкольна можно увидеть в словах сформулированной за три недели до этого его второй инаугурационной речи: «Не испытывая ни к кому злобы, с милосердием ко всем». После встречи, состоявшейся за неделю до конца войны и запечатлённой на картине «Миротворцы», Питерсберг пал в ночь на 2 апреля после долгой осады. Следующим днём в город вошли Грант и Линкольн, несмотря на предупреждения о возможном наличии снайперов. По возвращении в штаб-квартиру в Сити-Пойнте Линкольн сказал Портеру: «Слава Богу, я дожил до этого. Мне кажется, что я видел страшный сон в течение этих четырех лет, и теперь кошмар ушел. Я хочу увидеть Ричмонд». Вместе они поплыли вверх по течению в незащищённую столицу Конфедерации, где 4 апреля, менее чем за две недели до своего убийства, Линкольн прошёлся по улицам, заполненными толпами освобождённых чернокожих американцев. Вернулся же он в Вашингтон (округ Колумбия) 9 апреля, в тот самый день, когда Ли от имени Конфедерации капитулировал при Аппоматтоксе.

## Создание

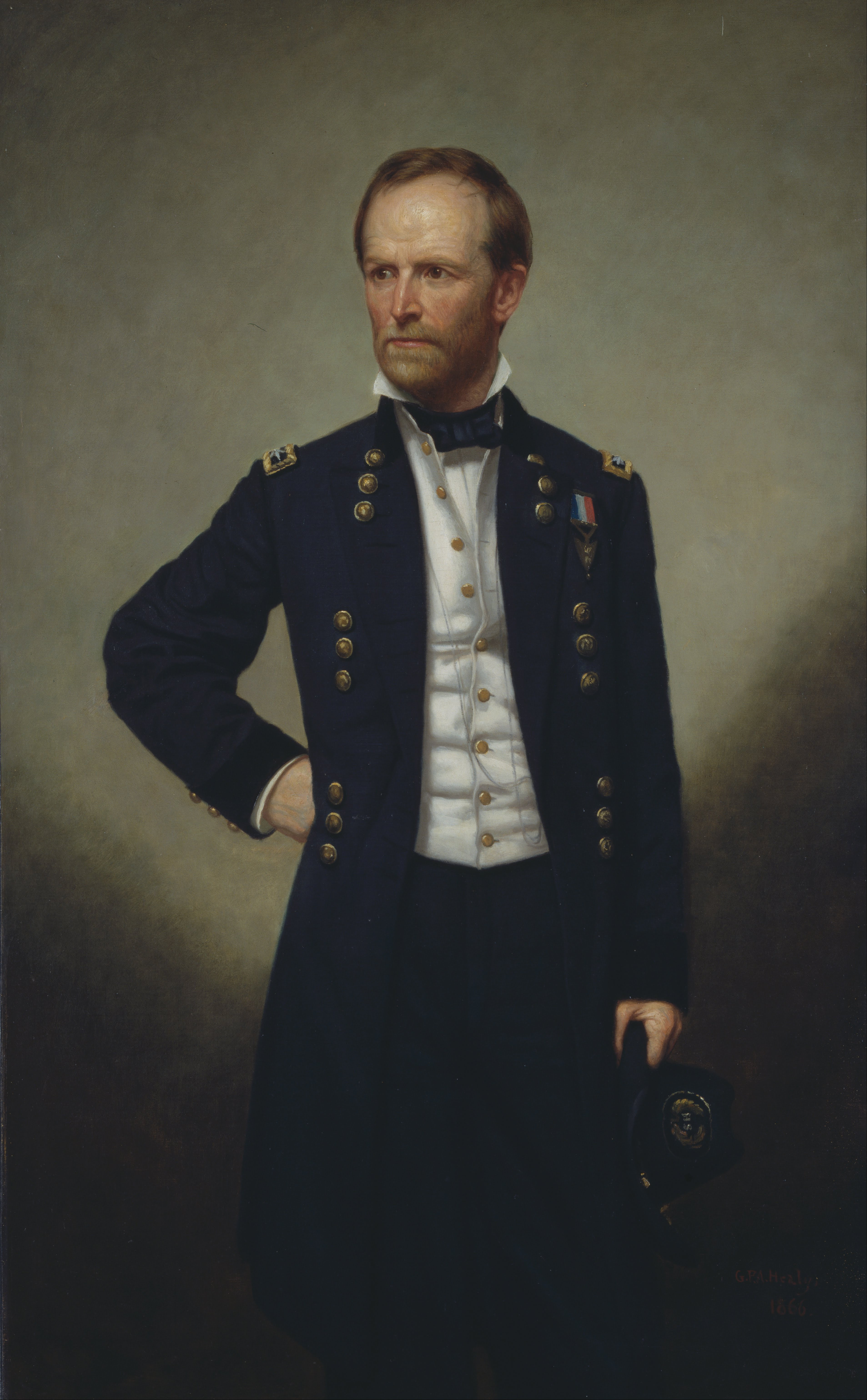
Шерман кисти Хили, 1866 год

В то время Хили был хорошо известен своими портретами и картинами на исторические темы. Несколько раз ему позировал и Линкольн, а большой портрет президента Хили начал в 1864 году. На протяжении нескольких лет после окончания гражданской войны он лелеял мысль о том, чтобы создать «истинно историческое полотно» в качестве символа примирения. Так как Хили не присутствовал на встрече, он прибег к помощи и воспоминаниям генерала Шермана, сделав его центральным героем полотна и принеся таким образом своего рода извинения за настойчивые расспросы о совещании у Линкольна.
Практически единственное свидетельство создания картины приведено в письме Шермана от 28 ноября 1872 года, адресованному Айзеку Ньютону Арнольду. Шерман вспоминал, что когда встретился с Хили, то рассказал ему о событиях, очевидцем которых был. Хили тогда «искал тему для исторической картины» и, вдобавок, располагал портретом Линкольна, который написал за пять или шесть лет до этого. Для Линкольна позировал чикагский юрист Леонард Свитт, у которого была сходная фигура. Также использовались фотографии Мэттью Брэди, консультации сына Линкольна Роберта Тодда и упомянутый портрет. Шерман, генерал Грант и адмирал Портер непосредственно позировали художнику, и Шерман полагал, что эти четыре фигуры «самые лучшие из всех». Шерман также утверждал, что картина оказалась в собственности Эзры Батлера Маккага. Впоследствии, находясь в Риме, Хили исполнил десять авторских копий уменьшенного формата, одна из которых принадлежала Шерману. По его мнению, сведения о расположении людей на встрече, обстановку и размеры каюты, и прочие детали, сообщил художнику адмирал Портер. От себя Хили добавил радугу, которая должна символизировать грядущий мир. Шерман не знал, какие именно детали сообщил адмирал: «На этой картине я, кажется, говорю, тогда как другие внимательно слушают. Вывел ли Хили это сочетание из письма адмирала Портера или нет, я не могу сказать; но я думаю, что он вынес эту идею из того, что, как я поведал ему, произошло на словах о том, что „если Ли останется в Ричмонде, пока я не доберусь до Берксквилля, то он окажется у нас в руках“, подогнав поведение к речи. Не очень важно то, что подразумевал Хили своей уже исторической группой, но определённо мы сидели в значительной степени также, как было представлено, вели важный разговор ранним утром 28 марта 1865 года, и что мы расстались, чтобы никогда уже не встретиться снова». Огромная картина размерами пять с половиной на четыре фута была закончена художником в Риме в 1868 году.

## Композиция
Картина размерами 119,7 × 159,1 см написана маслом на холсте. Полотно обрамлено в богато украшенную позолоченную раму.

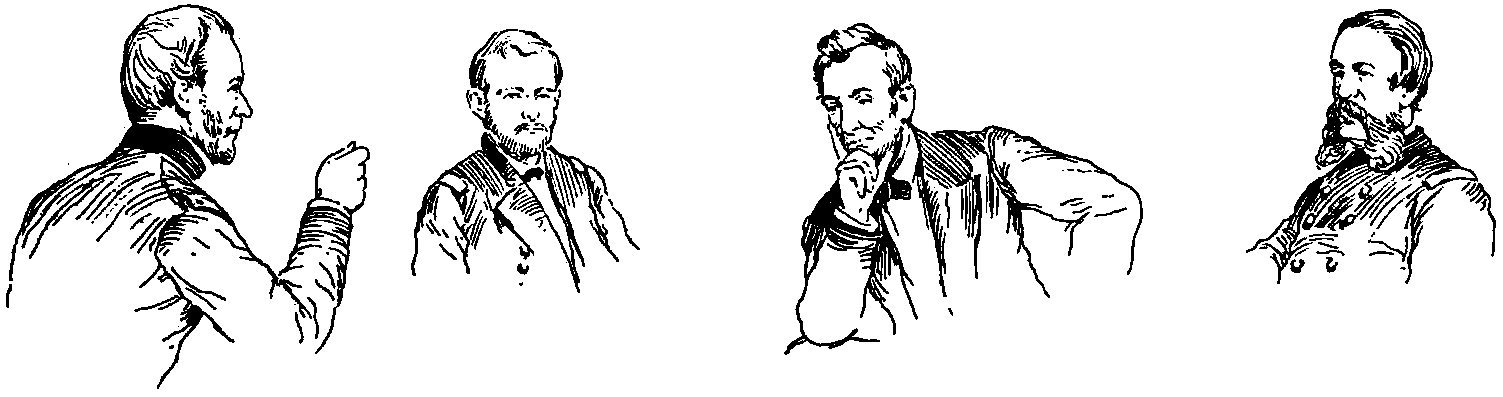
Прорисовка фигур работы Жака Рейча

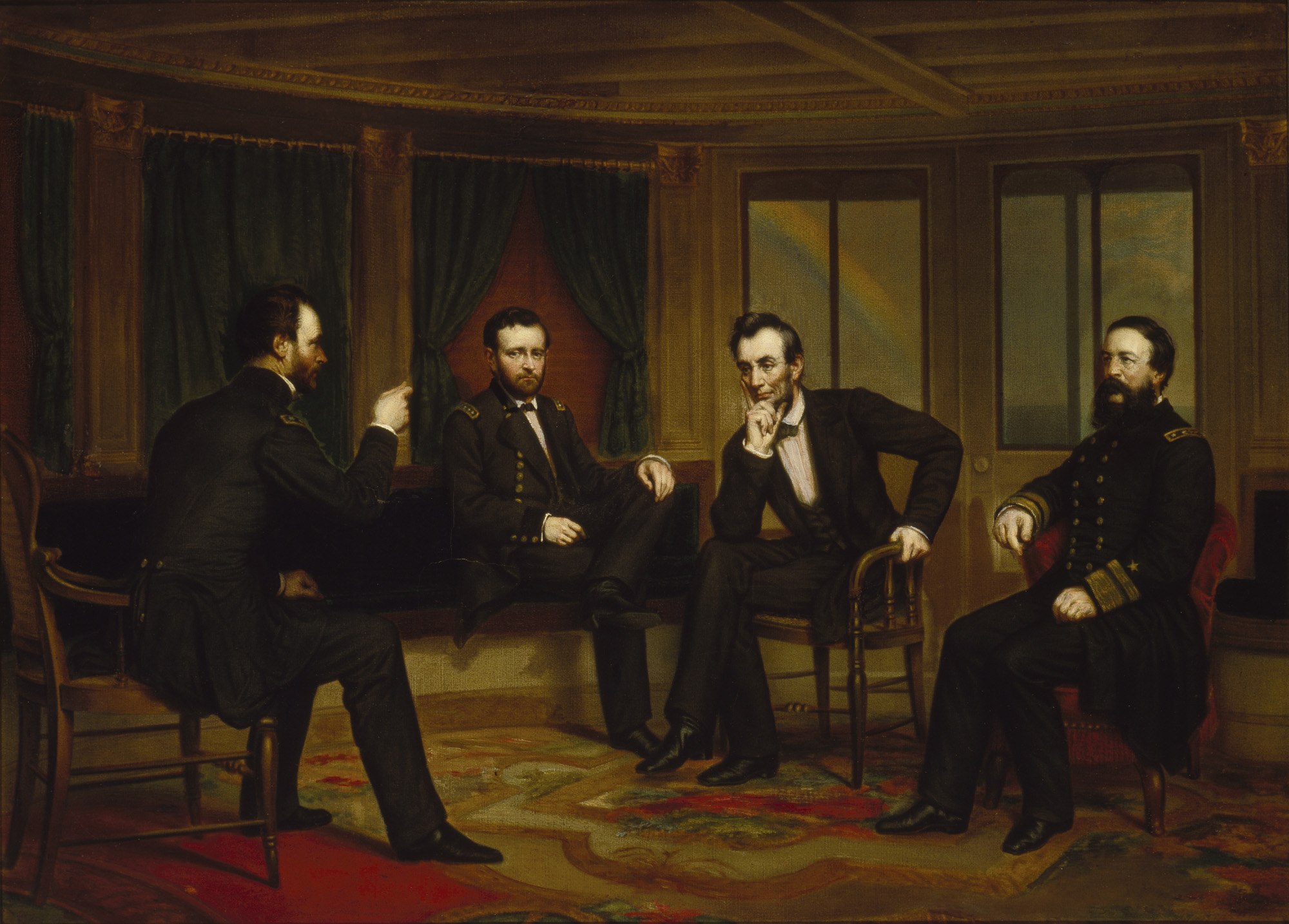
Копия Чикагского исторического музея

В каюте парохода «Королева реки», стоящей на якоре у Сити-Пойнта, слева направо сидят четыре человека — генерал-майор Уильям Текумсе Шерман, генерал-лейтенант Улисс Симпсон Грант, президент Авраам Линкольн и контр-адмирал Дэвид Диксон Портер, собравшиеся на стратегическое совещание Высшего командования Союза и обсуждающие достижение мира менее чем за неделю до падения Питерсберга (штат Виргиния). Название «Миротворцы» является единственным ключом к смыслу этой торжественной картины, поворотному моменту американской истории, прелюдии к концу гражданской войны. При этом, Шерман, Грант, Портер и Линкольн были больше известны не заслугами в мирном строительстве, а своими противоречивыми военными достижениями. С помощью или с согласия Линкольна его военачальники жертвовали тысячами солдат в разрушительных бойнях, походах и кампаниях, и вместе с тем все они являются миротворцами, потому что достигли мира, лишь пройдя через войну. Покрытые мраком фигуры с этого по-документальному правдоподобного полотна ждут развязки, капитуляции Конфедерации при Аппоматтоксе. Участники совещания кажутся отстранёнными друг от друга; эта обособленность фигур усиливается расположенными между ними панелями и окнами каюты. Линкольн изображён таким, каким он был за 17 дней до своего убийства, в связи с чем картина считается последним прижизненным изображением президента. Головы участников совещания расположены в вертикальном положении, за исключением Линкольна — он отличается застывшей позой и задумчивым выражением лица. Одетый в свой обычный черный костюм, президент сидит на стуле наклонившись вперед и опершись на подбородок рукой, большим и указательным пальцами которой он обхватил своё лицо. Поза Линкольна кажется почти что иллюстрацией его полных скромности слов о самом себе: «Я не утверждаю, что контролировал события, но с полной ясностью признаю, что события контролировали меня»; в них можно разглядеть формирование президентом своей политики исходя из реальных событий для достижения лишь одной цели — спасения республики, ради чего Линкольн не пренебрегал самыми смелыми мерами. Грант и Портер смотрят на Шермана, в слова которого отстранённо прислушивается Линкольн. Шерман изображён как раз в тот момент, когда говорит о Ли и Ричмонде. Прямо за Линкольном в одном из окон парохода в грозовом небе виднеется сияющая радуга, пророчествующая о наступающем мире.

## Судьба

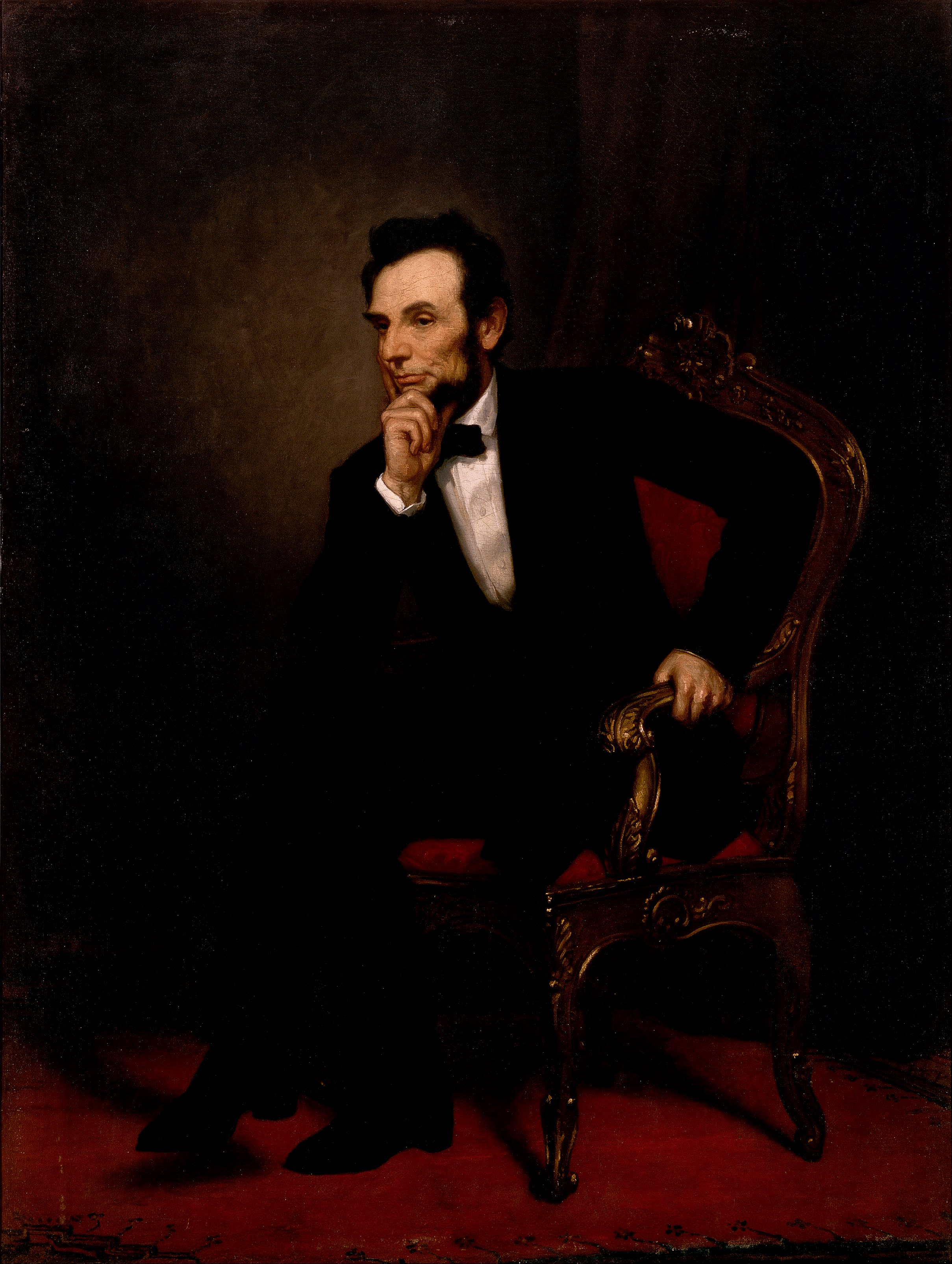
«Авраам Линкольн», Хили

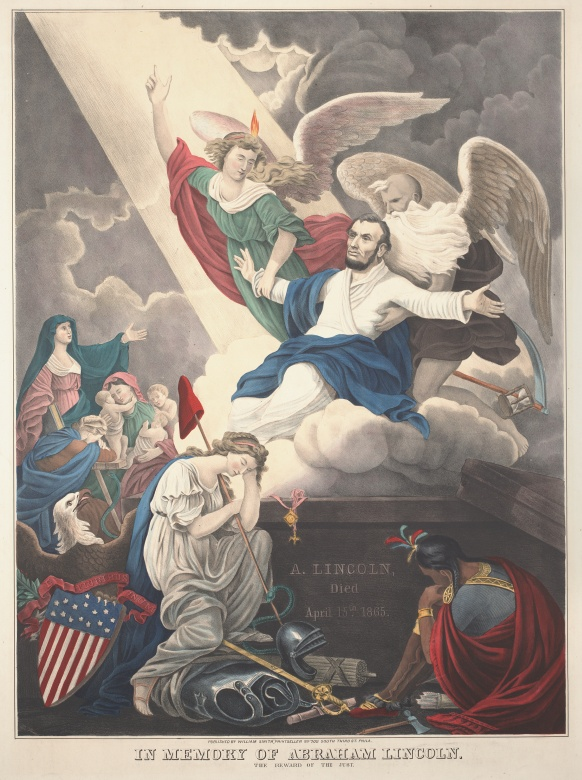
Апофеоз Линкольна

Полотно было скептически встречено общественностью, а сделанные с него хромолитографии не раскупались, так как в ходу были более фантастические картины вознесения Линкольна на небеса. Тем не менее «Миротворцы» могут считаться одной из самых известных картин о гражданской войне в США. Поза Линкольна с этой работы была позднее, в 1869 году, повторена Хили в портрете президента, но уже изображённого в одиночку, в довольно созерцательной позе, без членов высшего командования Союза. При этом данный портрет был начат ещё в 1864 году, до создания «Миротворцев». Поняв всю мощь своей работы, Хили снял с неё три копии; один портрет в настоящее время находится в Парадной столовой Белого дома. Сын президента, Роберт Тодд Линкольн, много лет спустя в письме к своему другу подробно описал историю обоих портретов, отметив, что «я никогда не видел портрета моего отца, который можно было бы уподобить ему».
Одна авторская копия «Миротворцев» была создана по заказу Э. Б. Маккэгга, эсквайра из Чикаго. Чикаго к тому времени был знаменит богатейшей художественной коллекцией для такого молодого города, которая практически вся стала жертвой великого пожара 1871 года, погибла также и галерея Маккэга. Навсегда потерянными оказались и многие из работ Хили, хранившиеся в Чикаго. Картина «Миротворцы» висела в сгоревшей галерее, так как была слишком большой для собственного дома Маккэгга, но он смог спасти полотно, вырезав его из подрамника и отправив в свёрнутом виде в безопасное место, в Сент-Луис. После пожара картина вернулась к Маккэггу и даже была задействована во встрече генерала Гранта в Чикаго после его мирового турне. Вскоре Маккэг разместил картину на стене Калумет-клуба. Этот элитный клуб был организован в 1878 году в здании на перекрёстке Мичиган-авеню и 18-й улицы, а в 1882 году открылся в другом доме, построенном фирмой «Burnham and Root» на углу Мичиган-авеню и 20-й улицы, в котором хранились многие реликвии раннего Чикаго и известные полотна, в том числе кисти Гилберта Стюарта. Сам же Хили прожил в Чикаго более десяти лет, став за это время одним из основателей Чикагского института искусств. Ближе к концу своей жизни он пожертвовал библиотеке Ньюберри более 40 своих картин, в том числе портреты Гранта, Портера и Линкольна, созданные во время работы над «Миротворцами». Пережив пожар 1871 года, спустя 22 года, там же, в Калумет-клубе, «Миротворцы» и сгорели в январе 1893 года. По свидетельствам пожарных, едва сумевшим выйти из горящего здания и которым было не до спасения произведений искусства, объятый пламенем холст Хили свернулся и упал на пол, а на стене осталась лишь позолоченная рама. Подоспевшее подкрепление могло лишь через окна наблюдать за тем, как огонь перекидывается с комнаты на комнату и быстро распространяется благодаря такому отличному топливу как написанные маслом картины.

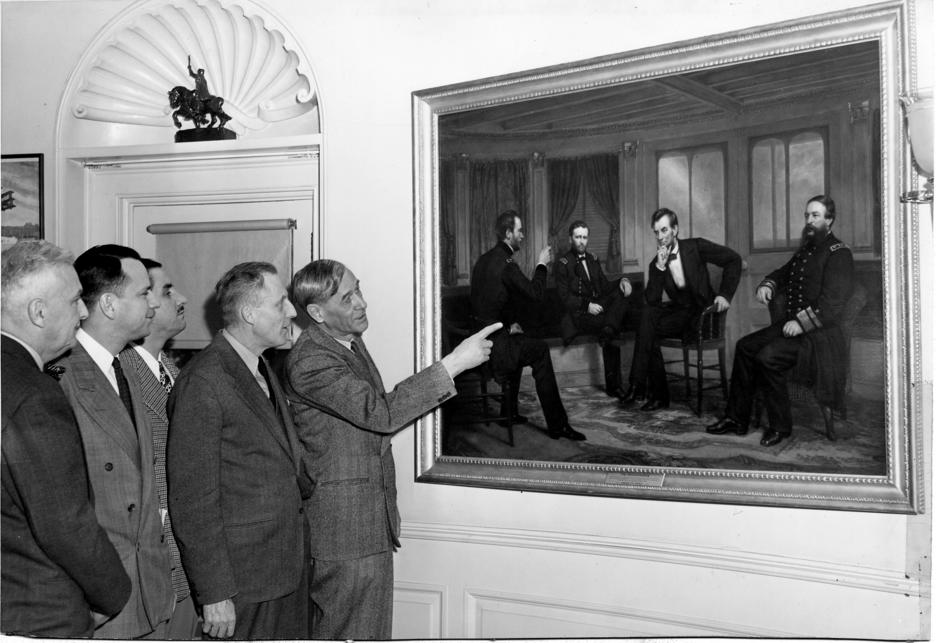
Чарли Росс, пресс-секретарь Трумэна, презентует «Миротворцев» в Овальном кабинете, 12 февраля 1947 года

В течение многих десятилетий «Миротворцы» считались навсегда потерянными, но в 1922 году была найдена копия картины, хранившаяся больше 50 лет в кладовке одной семьи, которая затем была приобретена Чикагским историческим обществом. В 1947 году картина была куплена правительством США. 12 февраля Белый дом объявил о приобретении «Миротворцев» с санкции президента Гарри Трумэна. В итоге картина отправилась в одну из личных комнат на верхнем этаже Белого дома. Со времён президента Джона Кеннеди «Миротворцы» висели в Договорной комнате над «договорным столом», за которым в 1963 году был подписан договор о запрещении испытаний ядерного оружия. Там они пробыли при президентах Ричарде Никсоне, Рональде Рейгане, Джордже Буше-старшем, Билле Клинтоне и Джордже Буше-младшем. При президенте Бараке Обаме «Миротворцы» были перевешены в Личную столовую Овального кабинета, где и находятся в настоящее время при президенте Дональде Трампе. Однако, в 2009 году «Миротворцы» несколько раз исчезали из комнаты: так, при беседе Обамы с королём Иордании Абдаллой II вместо них висел пасторальный пейзаж «Индейские гиды» кисти Алвана Фишера, а во время переговоров с премьер-министром Израиля Биньямином Нетаньяху картина снова находилась на своём месте.
Одна копия в 1919 году была преподнесена от Фрэнка Г. Хойна в дар Чикагскому историческому музею, где и хранится в настоящее время. Другая копия находится в Пентагоне — висит на стене комнаты под названием «Танк», в которой проводятся совещания Объединённого комитета начальников штабов.

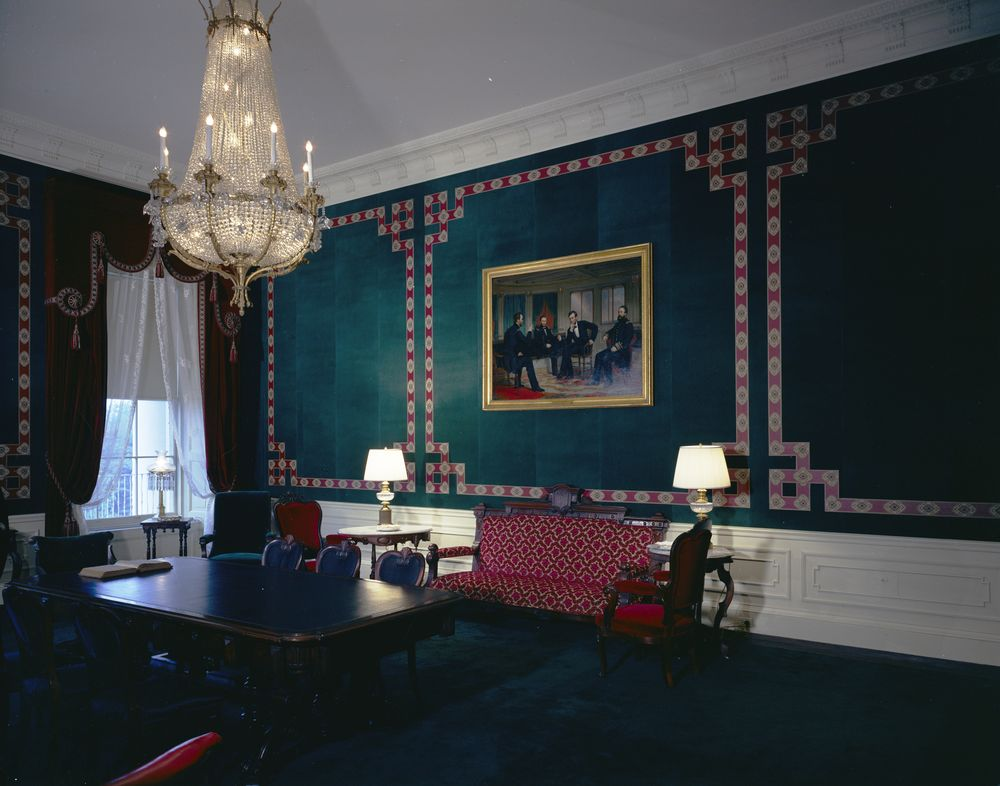
Договорная комната с «Миротворцами» при президенте США Джоне Кеннеди, 1962 год
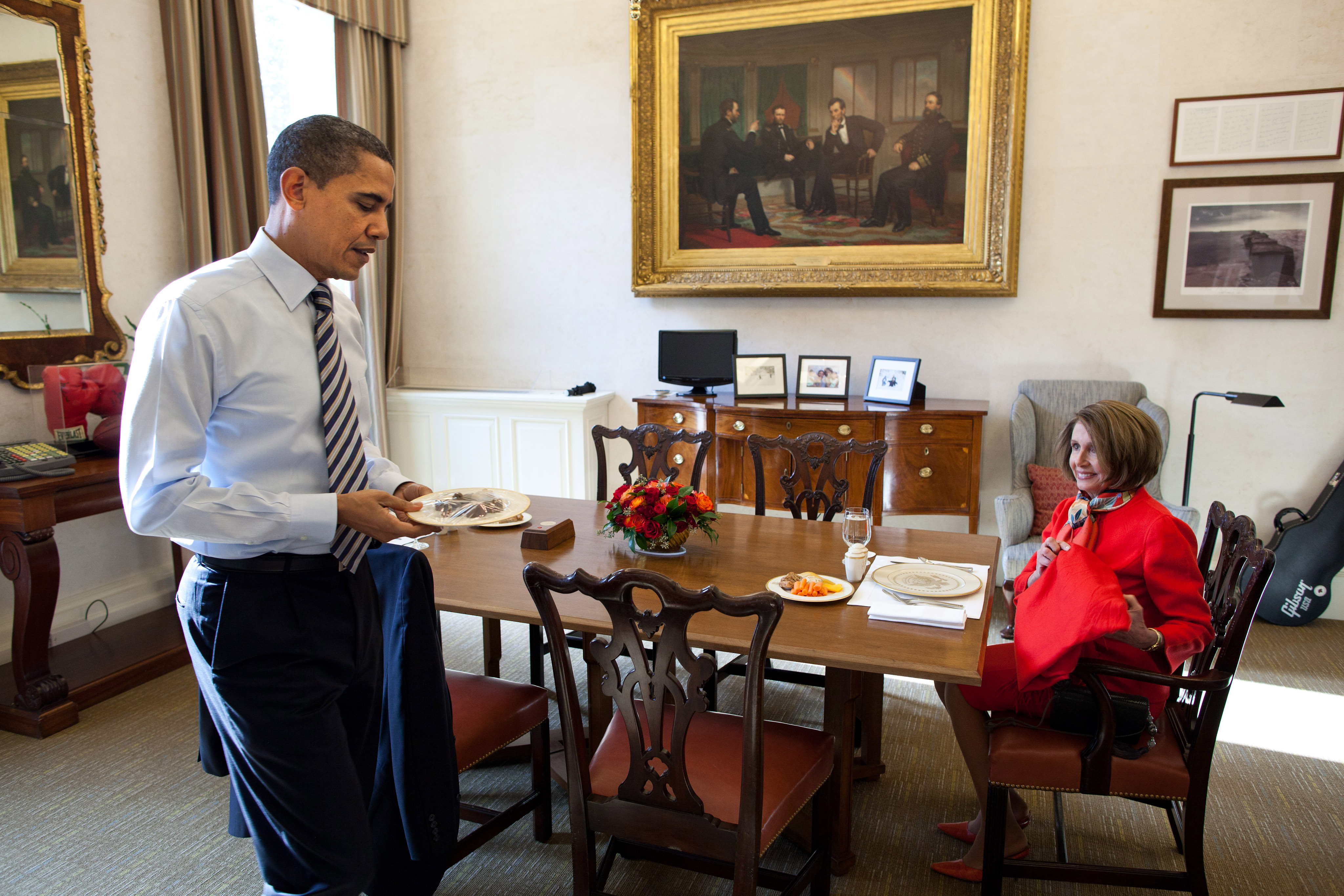
Президент США Барак Обама и спикер Палаты представителей Нэнси Пелоси в Личной столовой Овального кабинета, 2010 год
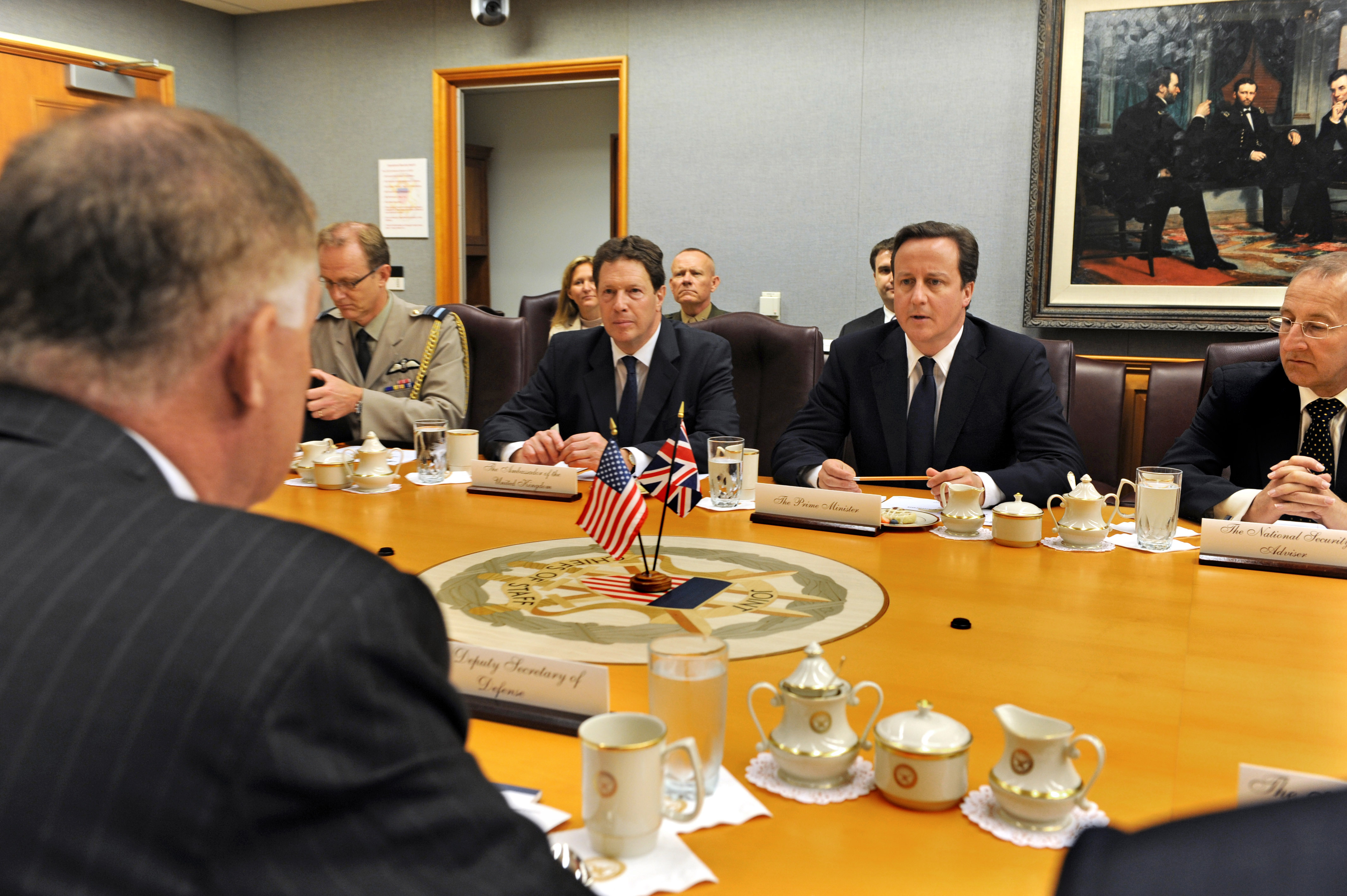
Премьер-министр Великобритании Дэвид Кэмерон в комнате «Танк», Пентагон, 2010 год

## Отражение в культуре
«Возможно мы ниоткуда не узнаем больше о Линкольне, чем с портрета, о котором я говорил в прошлом месяце у побережья Мальты перед встречей с председателем Горбачёвым. Он, один из написанных Джорджем Хили, висит на стене моего офиса вверх по лестнице. На нём вы видите муки и величие человека, будто павшего ночью на колени в мольбе о Божьей помощи. На картине изображена его встреча с двумя генералами и адмиралом в конце войны, в которой брат пошёл против брата. А снаружи в этот момент бушует битва. И все же вдалеке мы видим радугу — символ надежды, прохождение через бурю. Название картины: Миротворцы. И для меня оно является неизменным заверением в том, что дело мира восторжествует и что у нас может быть то будущее, за которое Линкольн отдал свою жизнь: будущее, свободное от тирании и страха».
В 1995 году президент Билл Клинтон вместе с Джорджем Бушем-старшим представил общественности в Восточной комнате его портрет кисти Герберта Абрамса. Он изобразил Буша во время войны в Персидском заливе стоящим в своём кабинете и опёршимся локтем правой руки на глобус на фоне «Миротворцев» как символов внешнеполитических достижений его президентства — поражения Саддама Хуссейна и распада Советского Союза. Абрамс впоследствии вспоминал, что «когда к нему [Бушу] вверх по лестнице поднимались гости, он любил указывать на неё [картину] и особенно показывать людям радугу, виднеющуюся в окне корабля и символизирующую мир»: «я сразу решил создать подчёркивающую это композицию». Во время войны в заливе Буш неоднократно прибегал к подобной мирной риторике, сравнивая себя с Линкольном. Буш назвал данную идею «замечательной», однако в итоге его фигура целиком закрыла Линкольна, чтобы, по словам Абрамса, не отвлекать внимание зрителя. Буш расценивал «Миротворцев» как «славную картину», отмечая, что «она висела в моем кабинете на втором этаже офиса в Белом доме. На ней изображены Линкольн со своими командующими и радуга надежды на заднем плане, указывающая на конец войны между штатами, гражданской войны», и «дала мне много сил во время раздумий о том, что при этом созерцательном президенте Соединенные Штаты пережили страшное, ужасное испытание и вдруг появилась радужная надежда — в конце концов. Вот что она значит для меня». По воспоминаниям Лоры Буш, жены Джорджа Буша-младшего, он во время своего президента как и отец любил работать в Договорной комнате, где глядя на «Миротворцев» чувствовал особую атмосферу уюта и сопричастности к историческим событиям. Примечательно, что в 2009 году картина выставлялась на экспозиции «Отцы и сыновья: Две семьи, два президента», посвящённой семьям Бушей и Адамсов, прошедшей в президентской библиотеке Джорджа Буша в Колледж-Стейшене (штат Техас).
В 2009 году Почтовая служба США к 200-летию со дня рождения Авраама Линкольна (1809—1865) поместила репродукцию картины «Миротворцы» на одну из четырёх почтовых марок номиналом 42 цента каждая.